# Corona (exogeologia)
En astrogeologia, corona (plural coronae, abr. CR) és una paraula llatina que significa «corona» que la Unió Astronòmica Internacional (UAI) utilitza per indicar una característica de la superfície de forma oval.
Les coronae apareixen al planeta Venus i a Miranda (una lluna d'Urà) i estan marcades externament per moltes falles. La seva formació pot ser deguda a l'alçament de material calent des de sota la superfície.

## Coronaede Venus

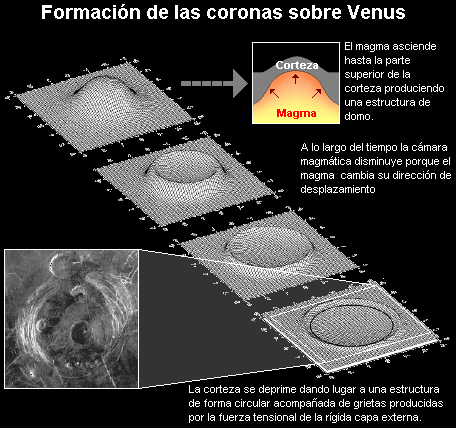
Esquema sobre la formació de coronae a Venus

La geodinàmica a la superfície de Venus està dominada per patrons de vulcanisme basàltic, i per deformació tectònica a través de compressions i extensions, com ara els terrenys deformats amb tesserae i corones fracturades concèntricament. A Venus, les corones són grans (típicament diversos centenars de quilòmetres d'un costat a un altre), amb forma de corona, i amb característiques volcàniques
Les coronae van ser identificades per primera vegada el 1983, quan equips d'imatges de radar a bord de les sondes soviètiques Venera 15 i 16 van produir imatges d'alta resolució d'algunes característiques superficials que prèviament es pensava que eren cràters d'impacte.
Es creu que les coronae es formen quan les columnes de material calent ascendent en el mantell empenyen l'escorça cap amunt en forma de cúpula, que després s'esfondra pel centre quan el magma fos es refreda i escapa als costats, deixant una estructura amb forma de corona.
Les coronae de Venus tenen el nom d'una divinitat de la fertilitat o de la natura de diferents cultures. La corona més gran de Venus és Artemis Corona, que té 2.100 km de diàmetre.

## Coronaede Miranda
Miranda presenta característiques ovoides que són molt grans en relació amb la seva grandària. Es deuen a un fenomen de diapirisme entre el gel de diferent densitat.
Les coronae de Miranda tenen el nom de llocs esmentats en les obres de William Shakespeare.

## El cas d'Alba Mons en Mart
Alba Mons és un gran volcà escut del planeta Mart, d'uns 1.600 km d'ample, al centre d'un sistema ovoide de fossats de col·lapse que s'assemblen a les corones observades sobre Venus.

## Galeria

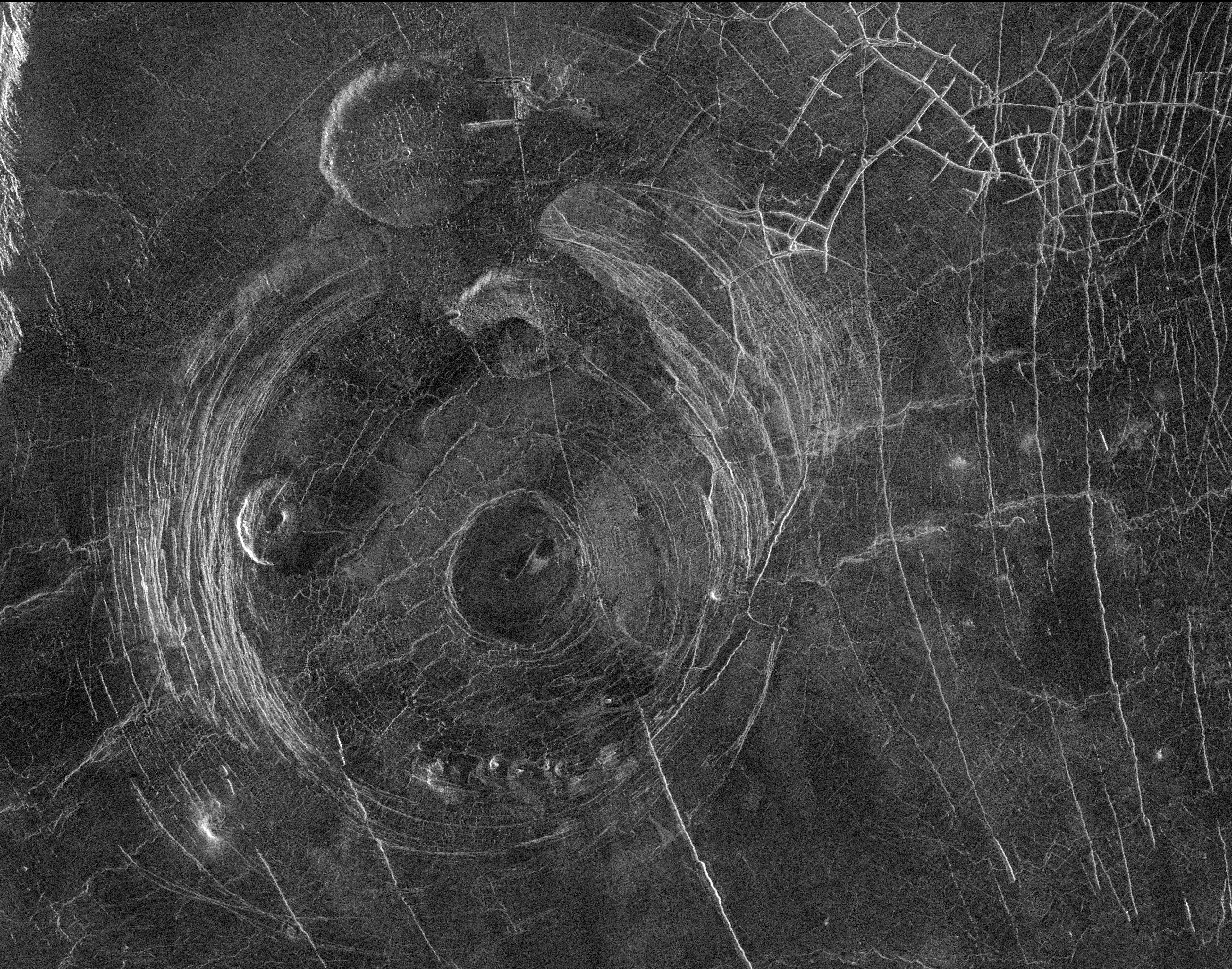
Fotla Corona, en Venus
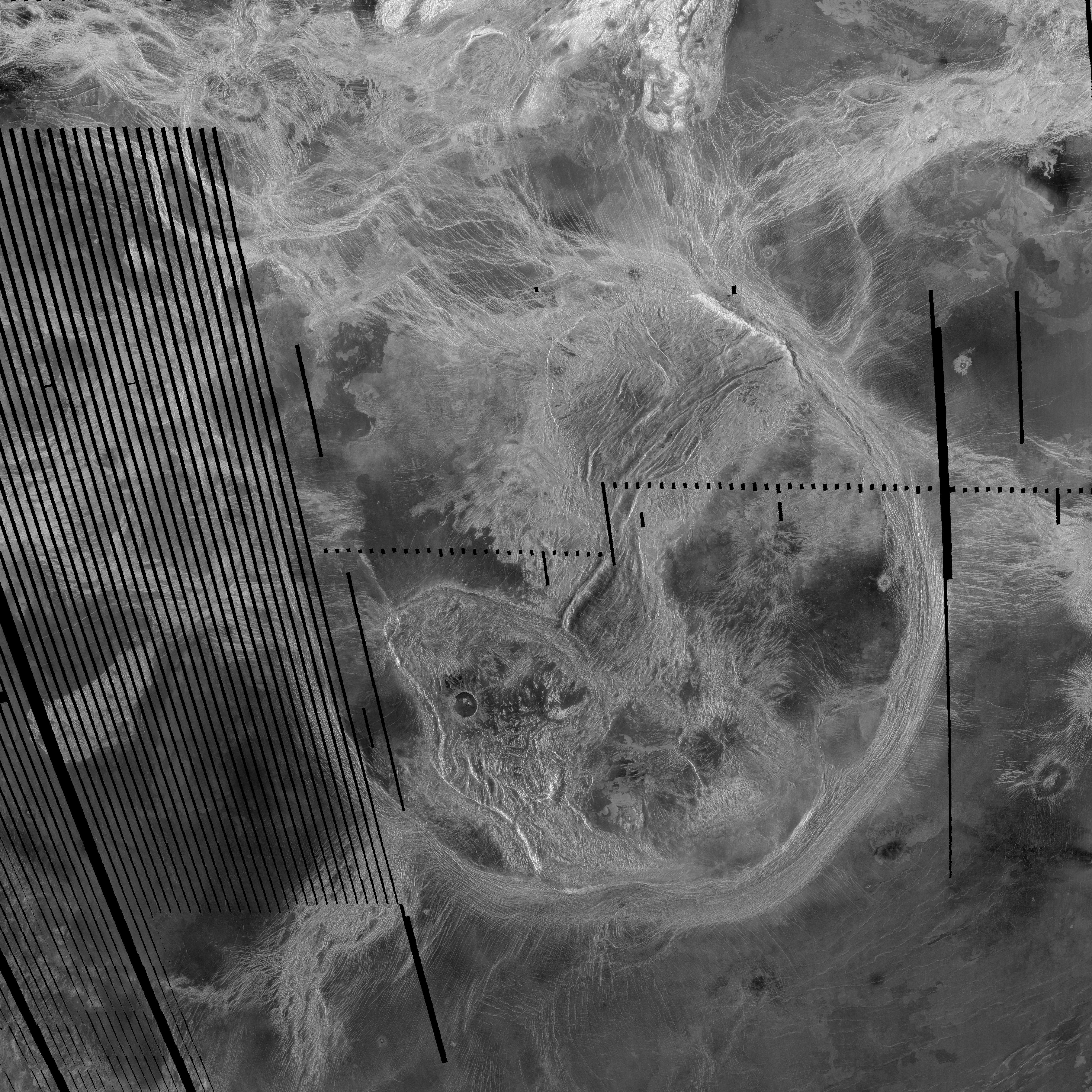
Artemis Corona, la més gran de Venus
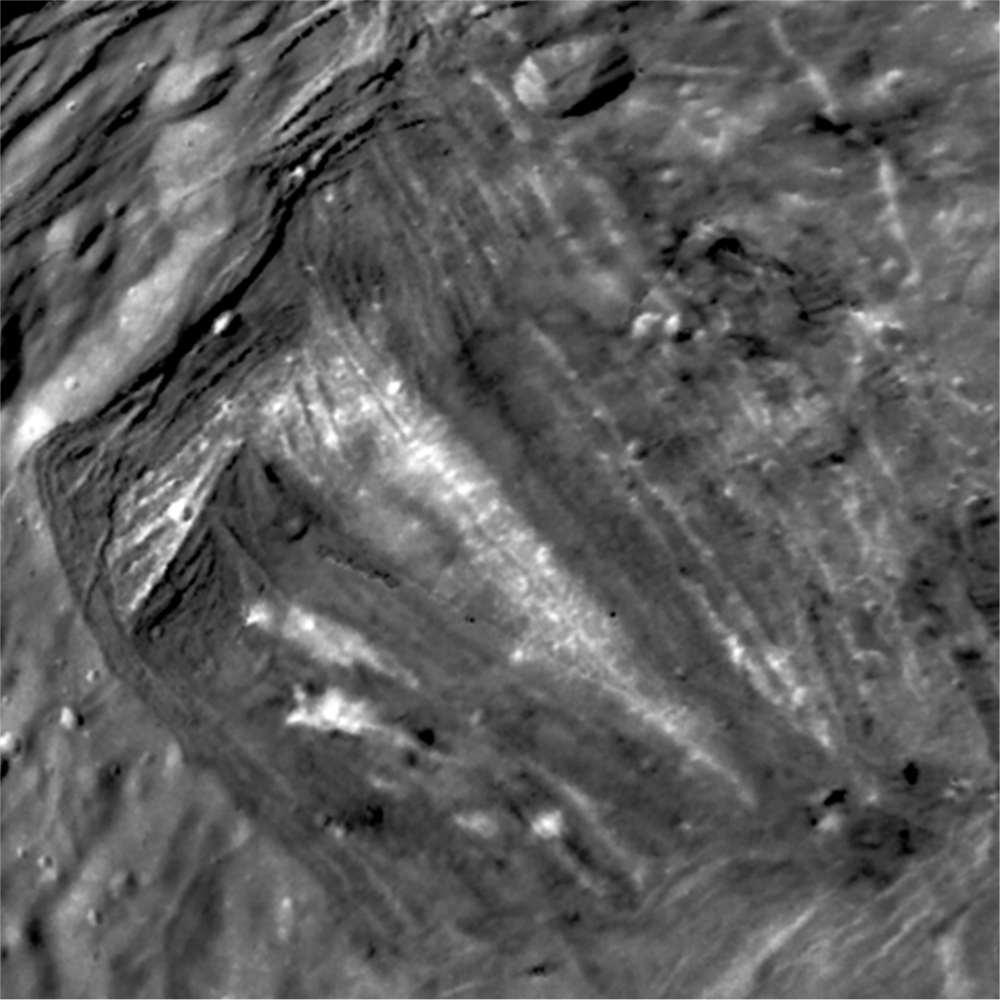
Inverness Corona, en Miranda